# Sangiaccato di Požega
Il sangiaccato di Požega o di Pojega (in turco Pojega Sancağı; in croato Požeški sandžak) era un sangiaccato dell'Impero ottomano creato intorno al 1538. Esistette fino al trattato di Karlowitz (1699), quando la regione fu trasferita alla monarchia asburgica. Si trovava nella regione della Slavonia, nell'attuale Croazia orientale. La capitale del sangiaccato era Požega.

## Storia
Il primo defter (indagine catastale) nel sangiaccato si tenne nel 1540.
Il sangiaccato di Požega comprendeva il territorio tra i fiumi Sava e Drava e inizialmente faceva parte dell'Eyalet della Rumelia. Venne incluso in diversi eyalet: nel 1541 nell'Eyalet di Budin, nel 1580 nell'Eyalet di Bosnia, nel 1596 nell'Eyalet di Zigetvar e nel 1600 nell'Eyalet di Kanje. Il sangiaccato di Požega era uno dei sei sangiaccati ottomani con la cantieristica navale più sviluppata (oltre ai sangiaccati di Smederevo, Nicopoli, Vidin, Zvornik e Mohács). Verso il confine croato e slavo gli ottomani collocarono numerosi cristiani valacchi, che già vivevano lì o che erano stati portati dai territori ottomani (serbi) per vivere tra le loro guarnigioni di confine. I turchi nell'area deserta della valle di Požega insediarono valacchi ortodossi dalla Bosnia. Una parte dei croati che rimase in quella zona si convertì all'Islam mentre un'altra parte accettò il dominio ottomano senza convertirsi. Nel 1555 la popolazione indigena croata e gli ungheresi in qualità di contribuenti di Srijem e Slavonia erano chiamati valacchi. Parte dei coloni provenivano dal territorio a sud della Sava, in particolare dalle aree di Soli e Usora, continuando un processo iniziato già dopo il 1521. All'inizio del XVII secolo sembra che ci sia stata una nuova ondata di colonizzazione, con circa 10.000 famiglie che si presume provenissero dal sangiaccato di Clissa o con minori probabilità dall'area del sangiaccato di Bosnia. A causa del numero consistente di valacchi, porzioni dei sangiaccati Pakrac e di Požega erano indicati come Mala Vlaška (tradotto in italiano Piccola Valacchia). Si stima che nell'anno 1600 vi fossero 15.000 musulmani in quella zona. Secondo l'accademico Mirko Marković la maggior parte dei musulmani di Požega provenivano da croati islamizzati.
Nel 1611, a Požega iniziò un ammutinamento innescato dagli ultimi cambiamenti amministrativi. Gli ammutinati chiesero che il sangiaccato di Požega venisse restituito alla giurisdizione dell'Eyalet di Bosnia. A causa dell'ammutinamento, la decisione del 1600 fu cambiata e il sangiaccato divenne un condominio condiviso tra Bosnia e l'eyalet di Kanije.
Dopo la sconfitta ottomana nella battaglia di Slankamen (1691), il trattato di Karlowitz del 1699 trasferì il territorio del sangiaccato alla monarchia asburgica, e conseguentemente cessò di esistere. L'ultimo sanjak-bey del sangiaccato di Požega fu Ibrahim-pasha.